# Ali Tadjvidi
Ali Tadjvidi (en persan: علی تجويدی), né le 7 novembre 1919 à Téhéran et mort le 15 mars 2006 à Téhéran, est un violoniste, compositeur et musicien iranien de musique traditionnelle persane qui fut professeur à l'École nationale de musique de l'université de Téhéran et qui composa plus de cent cinquante chansons.

## Biographie
Il naît et grandit à Téhéran dans la famille d'un peintre du genre de Kamal-ol-molk. Il apprend tôt la flûte traditionnelle iranienne, et prend des leçons de violon auprès d'Hossein Yahaghi (oncle de Parviz Yahaghi), puis pendant de longues années auprès d'Abolhassan Saba. Après avoir maîtrisé la technique traditionnelle persane, il étudie la technique occidentale auprès de Melik Abrahamian et Babgen Tamberzian. Il prend aussi des cours d'harmonie auprès d'Houshang Ostovar.
C'est à partir de 1941 qu'il joue régulièrement pour la radio iranienne. Il dirige deux orchestres et compose des chansons dont les plus populaires sont Asheqi Sheyda, Be Yad-e Saba, Atash-e Karevan, Didi ke Rosva Shod Delam, et Sang-e Khara.
Ali Tadjvidi publie un ouvrage de référence en trois volumes intitulé La Musique persane et publié chez Shorouz à Téhéran. Le gouvernement iranien lui a décerné la médaille artistique la plus distinguée en 1998.